# 939 Isberga
939 Isberga è un asteroide della fascia principale. Scoperto nel 1920, presenta un'orbita caratterizzata da un semiasse maggiore pari a 2,2470536 au e da un'eccentricità di 0,1766714, inclinata di 2,58368° rispetto all'eclittica.
Stanti i suoi parametri orbitali, è considerato un membro della famiglia Flora di asteroidi.
Il nome per questo asteroide è stato scelto a caso dal popolare calendario Lahrer Hinkender Bote, pubblicato nella città di Lahr/Schwarzwald, in Germania.
Nel 2006 ne è stata scoperta la probabile natura binaria, confermata in successivi studi. In nessuno di questi è stato tuttavia definito il nome pur provvisorio del satellite. Il satellite, di dimensioni di 3,6 (±0,5) km, orbiterebbe a 33 (±4,5) km in 1,1096 (±0,000004) giorni.